# Obszar ochrony ścisłej im. dr. Bogdana Dyakowskiego
Obszar ochrony ścisłej im. dr. Bogdana Dyakowskiego – leśny obszar ochrony ścisłej w Wolińskim Parku Narodowym, o powierzchni 66,74 ha, położonym w województwie zachodniopomorskim, w powiecie kamieńskim, w gminie Międzyzdroje, na północ od Trzciągowa.
Chronione są tu: buczyna świetlista, perłówka jednokwiatowa.
Obszarowi patronuje dr Bogdan Dyakowski – polski geograf i podróżnik.